# روتا (زاکسن-آنهالت)

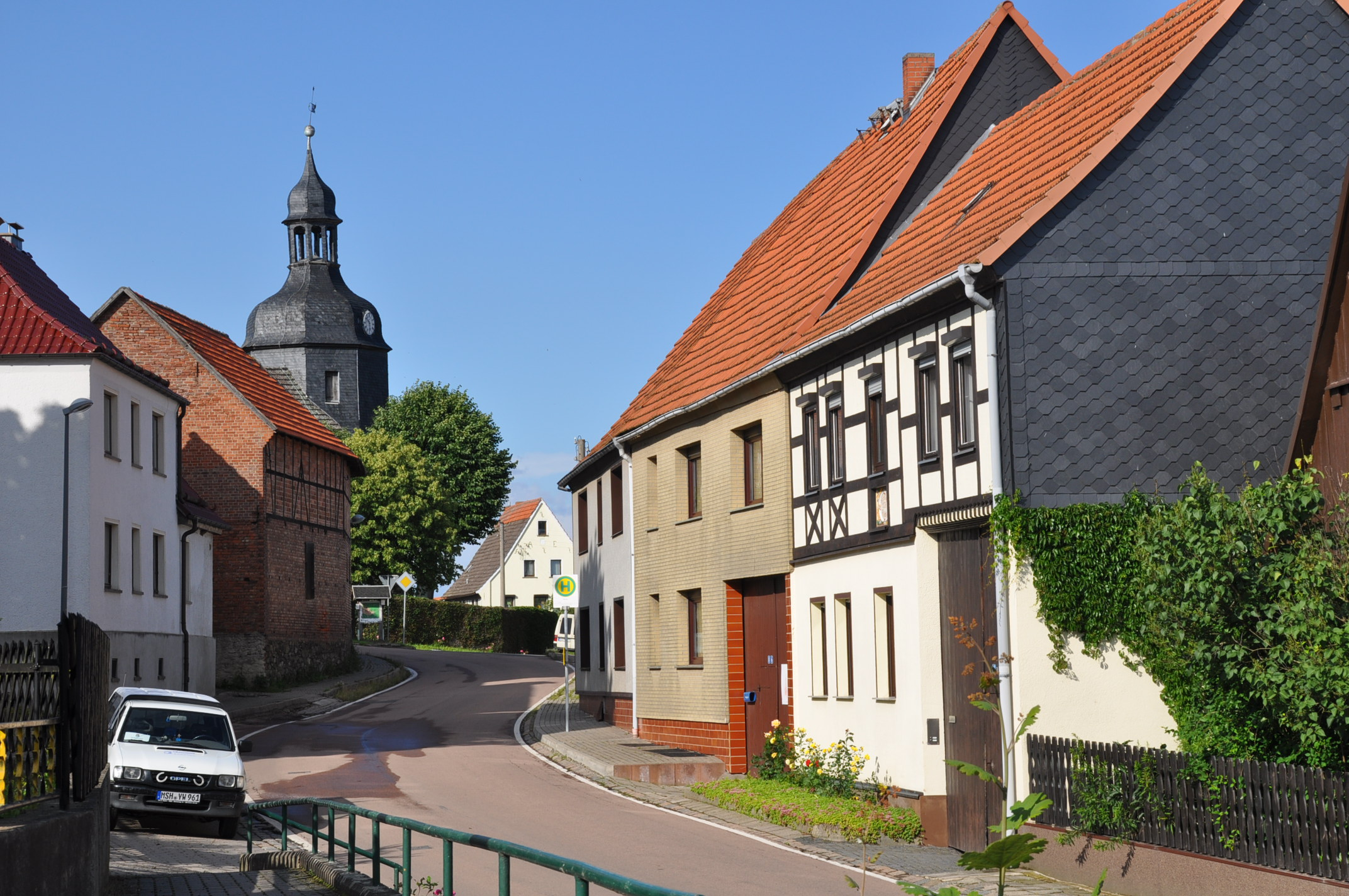
روتا.

روتا (به آلمانی: Rotha) یک منطقهٔ مسکونی در آلمان است که در زانگرهاوزن واقع شده‌است. روتا ۳۲۰ نفر جمعیت دارد.